# 11 Pułk Ułanów Legionowych
11 Pułk Ułanów Legionowych im. Marszałka Edwarda Śmigłego-Rydza (11 puł) – oddział kawalerii Wojska Polskiego.

## Geneza pułku
Nadszedł czas, kiedy Niemcy i Austriacy rozwiązywali brygady legionowe. Więzili legionistów w Beniaminowie i Szczypiornie lub w przypadku austriackich poddanych wysyłano ich do różnych pułków armii austriackiej. Część legionistów przechodzi przez front, organizując polskie oddziały lub rozbiega się po całej Polsce. Niektórzy zasilają Polską Organizację Wojskową, tworząc tajną i silną duchowo armię. W momencie złamania potęgi niemieckiej w listopadzie 1918 roku, wszyscy stają do ogromnej pracy wykonywanej wszystkimi siłami i całym sercem. Siłą faktów od chwili uzyskania wolności musiała Rzeczpospolita prowadzić wojnę na wszystkich swoich granicach. Wszędzie tam, gdzie znajdowały się małe skupiska legionistów czy Polskiej Organizacji Wojskowej, zaczęły się tworzyć oddziały wojskowe. W taki sposób z rozwiązanego w 1917 roku 1 pułku Ułanów Legionów powstał w Krakowie w pierwszych dniach listopada 1918 roku „Dywizjon Rotmistrza Jabłońskiego”, jako istotny zalążek 11 pułku Ułanów Legionowych. W późniejszym terminie powstały szwadrony radomski i jędrzejowski, działające na początku swojego powstania samodzielnie, ale złączone z dywizjonem rtm. Jabłońskiego tworzą 11 puł legionowych.
Dywizjon rtm. Jabłońskiego
Pierwsze dni listopada 1918 roku zastają byłego oficera 1 puł Leg w Krakowie. Por. Antoni Jabłoński, skupiając wokół siebie dawnych „Beliniaków”, przyjął ochotników, organizując przy 5 pp Legionów „szwadron kadrowy 1 puł W.P.”. 6 listopada 1918 roku ukazał się pierwszy rozkaz szwadronowy. Do pracy stawili się: por. Janusz Żuławski, por. Leon Kniaziołucki i podoficerowie: Koczwara, Józef Grad-Soniński, Buszczyński, Królicki, Peszkowski, Kasimir, Stachowicz, Sarto, Ciszowski, Wilowski oraz kilku innych. Z każdym dniem szwadron zaczyna rosnąć w siłę. Po kilkudniowych ćwiczeniach, uzupełnieniu broni i ekwipunku oraz improwizowanej przysiędze, szwadron w sile trzech plutonów był gotowy do wymarszu.
17 listopada 1918 roku opuścił swoje pierwsze koszary w Rakowcach pod Krakowem i razem z 5 pp. odjechał transportem kolejowym do Przemyśla i zajął koszary „Szwarca”. Znajdował się tam oddziałek jazdy przemyskiej zwany „Tatarami”, który rozkazem dowódcy I BK ppłk. Beliny-Prażmowskiego został przydzielony do szwadronu Jabłońskiego. W dniu następnym część szwadronu pełniła służbę na przedmieściach miasta na tzw. odcinku lwowskim, a druga część w składzie dwóch plutonów pod dowództwem por. Kniaziołuckiego wyjechała z odsieczą w kierunku Lwowa. Po potyczkach w czasie podróży półszwadron wszedł we Lwowie w skład oddziału jazdy zwanego „Wilkami”, a dowodzonego przez rtm. Krynickiego. Jego zastępcą był por. Dzieduszycki. Po oswobodzeniu Lwowa półszwadron odszedł w połowie do 2 puł, a druga część została ściągnięta do Leżajska jako zaczątek „szwadronu rezerwowego 1 p.uł. W.P.”. Oddział rtm. Jabłońskiego, który pozostał w Przemyślu został powiększony 12 grudnia o „szwadron noworadomski” utworzony w Radomsku przez por. Jankowskiego i oficerów legionowych: ppor. Święcickiego, Kosiarskiego, Wojciczewskiego i Mordasewicza. Okazało się, że dołączył tylko jeden pluton tzw. „czerwonych”, a pozostali zostali przydzieleni do 1 puł Krechowieckich w Tarnowie. Dzięki napływającym ochotnikom, szwadron rozrastał się, a po ściągnięciu 6 stycznia 1919 roku szwadronu leżajskiego rtm. Jabłoński zorganizował swój oddział złożony z dwóch szwadronów i oddziału karabinów maszynowych pod dowództwem por. Józefa Grad-Sonińskiego. Dowódcami szwadronów zostali por. Janusz Żuławski i ppor. Kazimierz Buszczyński. Koni wystarczyło z trudem na trzy plutony, a pozostali ułani musieli chodzić pieszo. Dywizjon organizował się pomiędzy służbą na placówce a wypadami i zwiadami. Po służbie ubezpieczeń w Przemyślu nastąpiły śmiałe zwiady, potyczki i walki. 14 grudnia została przeprowadzona ekspedycja na Niżnakowice, której celem było oczyszczenie okolicy z nieprzyjaciela. Szwadron rtm. Jabłońskiego został ściągnięty do wsi Stanisławczyka i 17 grudnia otrzymał rozkaz do wykonania okrężnego marszu na Chodnowice – Chruszatyce – Nowe Miasto. Dowódca szwadronu rozpoczął akcję, chociaż nie dotarł jeszcze oddział mjr. Bardzińskiego, z którym mieli współdziałać. Zajął w nocy Cyków i Popowice. W dniu następnym posuwanie się było zagrożone, ponieważ szwadron został zaatakowany od czoła i ze skrzydeł. Wywiązała się walka, w czasie której szwadron musiał się wycofać na Popowice i do Jaksmanic, ponieważ był okrążany. Szwadron po przemarszu do Nowego Miasta wziął udział 21 grudnia wraz z grupą mjr. Bardzińskiego w zwycięskim ataku na Wołczę.
24 grudnia 1919 roku, działając z grupą Bardzińskiego, szwadron rtm. Jabłońskiego poszedł w środku ataku, zajmując Błozew i przechodząc około 500 m pod ogniem zajmuje Czyszki, gdzie wziął jeńców. Z powodu nagłego ataku Ukraińców na grupę wycofał się do Nowego Miasta. 31 grudnia uczestniczył w akcji na Czyszki. Dowodzący wówczas szwadronem ppor. Koczwara na początku walki został ranny, więc dowodzenie przejął ppor. Kazimierz Peszkowski. Miejscowość została zajęta, a podczas zajmowania dworu został ranny ppor. Peszkowski. Dalej szwadron do walki poprowadził ppor. Juliusz Dreszer. Powodzenie ataku zostało, jednak przerwane przez atak Ukraińców od strony Bylic. Grupa zaczęła się wycofywać osłaniana przez szwadron. Wycofali się do rejonu Stanisławczyka, skąd szwadron powrócił 4 stycznia 1920 roku do Przemyśla. Pozostał tam do 28 stycznia, a następnie przekształcony w dywizjon odjechał do Kraśnika. Rozpoczął normalną pracę nad organizacją dywizjonu i jego wyszkoleniem. Rozrastając się doszedł do czterech konnych plutonów. Jego postój trwał w Kraśniku do 4 marca, a następnie zgodnie z rozkazem Naczelnego Dowództwa maszerował przez Sandomierz, Staszów do Pińczowa, który miał być miejscem organizacji 11 p.uł. 16 marca 1920 roku ukazał się ostatni dywizjonowy rozkaz, a pierwszy pułkowy nr L. 47 zamykający okres „Dywizjonu 1 Brygady Kawalerii” i rozpoczynający karty 11 p.uł.
Szwadron radomski
Na terenie ziemi radomskiej istniały pod koniec okupacji austriackiej oprócz dobrze zorganizowanej POW także duże skupiska legionistów. Dzięki temu pierwsze dni listopada 1918 roku przeszły nad przejmowaniem państwowego dobra, służbie wartowniczej oraz czuwaniem nad spokojem i porządkiem publicznym. Organizację kawalerii na tym terenie zaczął organizować były wachm. 1 puł Legionów ppor. Tadeusz Brzęk-Osiński. Od pierwszych dni współpracowali z nim: ppor. Kalinowski, Karol Nachtlicht ps. „Światełko”, Chruścicki, Skrzyński, pchor.: Mączewski, Zieliński, podof.: Strojnowski, Kroenitz, Dworakowski. Warunki były ciężkie, ponieważ w okolicy nie było koni ani rzędów. Zbierali je po znajdującej się na tym terenie żandarmerii austriackiej oraz uzupełniając szeregi ochotnikami przychodzącymi z własnymi końmi. Szwadron ten rozrastał się bardzo szybko, licząc 14 listopada 1918 roku pięć plutonów konnych. Jeden z plutonów dowodzony przez por. Sokołowskiego odszedł przez Lublin do Białej i utracił w ten sposób na zawsze styczność ze szwadronem. 15 grudnia tzw. „Szwadron radomski”, licząc 219 szeregowych i 196 koni, przeszedł do Lublina. Dowództwo nad nim objął były oficer 1 puł por. Edward Kleszczyński. Po kilku dniach przygotowań pomaszerował na front ukraiński, pozostawiając pieszych jako „kadrę” szwadronu. W czasie przemarszu został zatrzymany w Zamościu celem stłumienia rozruchów. Podzielił się tam na dwa półszwadrony, z których jeden pozostał w mieście, a drugi został przydzielony do Grupy „Bug” i pomaszerował na Rawę Ruską. Stoczył pod Uhnowem i Magierowem szereg walk, a także wykonywał zwiad i zabezpieczał łączność. Oba półszwadrony po powrocie z Żółkwi połączyły się w Rawie Ruskiej, a w tym samym czasie przyjechała „kadra szwadronu” do Zamościa z uzupełnieniem ludzi i koni. Wykonywał tam szereg patroli, podjazdów oraz wypadów. Walcząc ofiarnie przeszedł oblężenie Rawy Ruskiej wraz z innymi oddziałami. Jego zachowanie podczas walk podkreślali w rozkazach gen. Romer, płk Berbeci i mjr Lis-Kula. Po zluzowaniu szwadronu w Bełżcu przez 2 puł udał się 3 kwietnia do Pińczowa jako miejsca organizacji 11 puł, gdzie wszedł w jego skład jako 4 szwadron.
Szwadron jędrzejowski
Szwadron ten został zorganizowany przez por. Edwarda Kleszczyńskiego, a powstał z pozostałości kadry 7 puł austriackich w Pińczowie przy wydatnej pomocy okolicznego ziemiaństwa. W jego skład weszły również lotne oddziały kawalerii, a mianowicie: plutony radomski, częstochowski i radomszczańskii. Por. Kleszczyński został odwołany w pierwszych dniach grudnia 1918 roku na dowódcę szwadronu radomskiego, więc na jego miejsce został wyznaczony por. Edward Bednarski. Dowódcami plutonów zostali: ppor. Jarzyński, ppor. Skrzyński, ppor. Łomnicki, ppor. Bednarski i wachm. Dworakowski. Wachmistrzem-szefem został wachm. Leopold Peszkowski. Kierowany rozkazami dowództwa Okręgu Generalnego Kielce pełnił służbę wewnątrz kraju. 14 marca 1919 roku wchodził w skład 11 puł jako 3 szwadron.

### Formowanie pułku
Przygotowania do sformowania 11 pułku rozpoczęły się w listopadzie 1918 roku. Formalny rozkaz dowództwa WP nr 77 o utworzeniu jednostki w Pińczowie został wydany 19 lutego 1919 roku. Zadanie sformowania pułku i objęcia nad nim dowództwa zostało powierzone Mariuszowi Zaruskiemu. W skład nowo tworzonego pułku wejść miały oddziały: por. Bednarskiego z Pińczowa, rtm. Jabłońskiego z Kraśnika, por. Kleszczyńskiego, por. Romualda Niementowskiego i wszystkie lotne oddziały Okręgu Generalnego Kielce. Na miejsce formowania pułku wyznaczono Sandomierz; później zmieniony na Pińczów. Do miejsca koncentracji nie dołączył szwadron por. Niementowskiego. W międzyczasie został skierowany do 7 puł.
Pierwszy rozkaz nr L. 47, nowo utworzonego 11 pułku ułanów został wydany 16 marca 1919 roku. Zgodnie z nim, funkcję zastępcy dowódcy objął rtm. Antoni Jabłoński ps. „Zdzisław”. Od pierwszych dni rozpoczęto pracę nad urządzeniem i zagospodarowaniem koszar, magazynów, stajni i placów ćwiczeń. Pułk dążył do ujednolicenia umundurowania i wyposażenia. Udało się to wykonać tylko częściowo, ponieważ w magazynach brakowało sprzętu. W początkowym okresie pułk posiadał tylko 250 koni, z których skompletowano jeden szwadron. Pozostałych koni użyto wybitnie do taborów. Czas do 6 kwietnia był okresem żmudnej pracy organizacyjno szkoleniowej.
Do oddziałów powołanych do oswobodzenia Wilna został wybrany przez Naczelnego Wodza również 11 p.uł. 6 kwietnia o 2.00 pułk otrzymał rozkaz pogotowia, a 7 kwietnia 1919 roku, w składzie dwóch szwadronów i plutonu karabinów maszynowych, wyruszył z Pińczowa na wyprawę wileńską.
| Obsada personalna pułku w 1920 | Obsada personalna pułku w 1920            |
| Stanowisko                     | Stopień, imię i nazwisko                  |
| ------------------------------ | ----------------------------------------- |
| Dowódcy pułku                  | mjr Antoni Jabłoński (ranny 11 IX)        |
| Dowódcy pułku                  | mjr Edward Kleszczyński                   |
| Dowódcy pułku                  | rtm. Bohdan DanStachlewski                |
| Adiutant pułku                 | pchor. Bohdan Wieczorkiewicz (ranny 6 IX  |
| Dowódca I dywizjonu            | rtm. Stanisław Loewenstein                |
| Dowódca Il dywizjonu           | rtm. Bronisław Sokolski                   |
| Lekarz                         | ppor. podlek. Jan Nowicki                 |
| Lekarze weterynarii            | por. lek. wet. Edward Kłosiński ( do 3 X) |
| Lekarze weterynarii            | por. lek. wet. Kazimierz Moroz            |
| Lekarze weterynarii            | ppor. podlek. wet. Helena Bujwid          |
| Dowódca 1 szwadronu            | ppor. Stanisław Królicki                  |
| Dowódcy plutonów               | ppor. Zygmunt Borkowski                   |
| Dowódcy plutonów               | ppor. Tadeusz Nowakowski                  |
| Dowódcy plutonów               | ppor. Stanisław Sarek                     |
| Dowódcy plutonów               | ppor. Tadeusz Zieliński                   |
| Dowódcy plutonów               | pchor. Edmund Kleszczyński                |
| Dowódca 2 szwadronu            | por. Aleksander Jankowski                 |
| Dowódca 2 szwadronu            | por. Paweł Budzik                         |
| Dowódcy plutonów               | ppor. Eugeniusz Chrościcki                |
| Dowódcy plutonów               | pchor. Karol Ginter                       |
| Dowódcy plutonów               | pchor. Julian Kroenitz                    |
| Dowódca 3 szwadronu            | ppor./por. Eugeniusz Piecek               |
| Dowódca 3 szwadronu            | por./rtm. Tadeusz Pytlewski               |
| Dowódca plutonu                | ppor. Wacław Strużyński (ranny 16 IX)     |
| Dowódca 4 szwadronu            | por. Kazimierz Peszkowski                 |
| Dowódcy plutonów               | por. Stefan Kazimir                       |
| Dowódcy plutonów               | por. Władysław Mączewski                  |
| Dowódcy plutonów               | ppor. Mieczysław Skrzyński                |
| Dowódca szwadronu km           | por. Józef Grad-Soniński                  |
| Dowódca szwadronu km           | ppor./por. Tadeusz Widuch                 |
| Dowódcy plutonów               | ppor./por. Konstanty Ciszowski            |
| Dowódcy plutonów               | ppor. Tadeusz Neumann                     |
| Dowódcy plutonów               | pchor. Bohdan Wieczorkiewicz              |
| Dowódcy plutonów               | wchm. Wacław Kozłowski                    |
| Dowódca szwadronu technicznego | ppor. Stanisław Zygmunt Bednarski         |
| Oficerowie pułku               | rtm. Leon Habsburg                        |
| Oficerowie pułku               | rtm. Michał Brzęk-Osiński (szpital)       |
| Oficerowie pułku               | ppor. Stanisław Rawicz                    |
| Oficerowie pułku               | ppor. Karol Światełko-Nachlicht           |
| Oficerowie pułku               | pchor. Bogusław Błasikiewicz              |
| Oficerowie pułku               | pchor. Chrzanowski                        |
| Oficerowie pułku               | pchor. Józef Czajka (szpital)             |
| Oficerowie pułku               | pchor. Władysław Czoch                    |
| Oficerowie pułku               | pchor. Piotr Mazurek                      |
| Oficerowie pułku               | pchor. Leon Ziemba                        |

## Walki pułku
Wyprawa wileńska
Do wyprawy zostały wyznaczone szwadrony 1 i 3 oraz 1 pluton karabinów maszynowych. Zostały one wyekwipowane kosztem pozostających na miejscu szwadronów. Dowódcą oddziału mianowano mjr. Zaruskiego, adiutantem por. Żuławskiego, pierwszym szwadronem dowodził por. Kleszczyński, trzecim por. Bednarski, a plutonem karabinów maszynowych pchor. Widuch. Pułk, po załadowaniu na transport kolejowy w Jędrzejowie, przejechał do stacji Mosty, skąd 13 kwietnia marszem pieszym dotarł do wsi Krasnowce. Tu zakwaterowana została grupa kawaleryjska ppłk. Beliny-Prażmowskiego. W skład grupy wchodził 11 puł, 1 pszw, po jednym szwadronie z 2, 4 i 7 puł oraz pół baterii artylerii konnej. Podczas trzydniowego postoju pułk uzupełniał braki materiałowe i szkolił się. 16 kwietnia otrzymał rozkaz do wymarszu w kierunku Wilna. Oddział, defilując przed Naczelnym Wodzem, przeszedł o 6.00 most na rzece Myła. 18 kwietnia doszedł do Pawłowa i po kilkugodzinnym odpoczynku, działając jako straż przednia maszerował przez Misiewicze na Rudomino. 19 kwietnia 1919 roku około 2.00 osiągnął Soły. Tu otrzymał rozkaz zaatakowania oraz zajęcia dworca kolejowego w Wilnie, a następnie natarcia w kierunku śródmieścia. O świcie zajął Lipówkę, skąd atakiem pieszym opanował dworzec kolejowy. Za powyższy czyn Zaruski został odznaczony Orderem Virtuti Militari. Dowódca wysłał stojący na stacji pod parą pociąg do Lidy.
Zostawiając szwadron 4 pułku i kilkunastu ułanów 11 pułku z rtm. Nowickim, pułk maszerował dalej.
Doszedł do ul. Niemieckiej, następnie opanował ul. Trocką i Małą Pohulankę. Tu zajął obronę i z powodzeniem odpierał kontrataki Rosjan, ponosząc przy tym duże straty. W czasie walki zabici zostali: ppor. Sarto-Szewc, plut. Stępień, wachm. Wypych, uł. Kucharski, kpr. Dreszer, a ranni: rtm. Jabłoński, por. Kleszczyński oraz kilkunastu ułanów. W nocy został zluzowany przez oddziały 1 pp Leg. Mieszkańcy Wilna ufundowali sztandar wykonany jeszcze za okupacji niemieckiej. Przeznaczony był dla pierwszego polskiego oddziału, który wejdzie do miasta. 20 kwietnia 1919 roku pułk przegrupował się w rejon Warki. Ubezpieczał miasto od strony zachodniej i dopiero po dwóch dniach powrócił na odpoczynek zajmując kwatery w koszarach kozackich przy ul. Tombakowej. Trzeci szwadron pomaszerował następnego dnia do stacji kolejowej Bezdany. Zajął ją nawiązując jednocześnie łączność z piechotą w Nowej Wilejce. Po kilku dniach został zmieniony przez 1 pszw i powrócił do Wilna.
Na pograniczu polsko-litewskim
22 kwietnia pułk, bez 4 szwadronu i 2 karabinów maszynowych, odszedł w okolice Landwarowa. Stanowił odwód oddziałów, które obsadzały polsko-litewską linię demarkacyjną. 2 szwadron przegrupował się z Jewia do Zaborza. Dobre kwatery i piękna okolica obfitująca w siano, umożliwiły żołnierzom odpoczynek. 9 i 10 lipca 1919 roku pułk jako „grupa mjr. Zaruskiego” przegrupował się do Olkienik. Przejął tam zajmowany przez 4 p.uł. odcinek od Punic–Butremańce–Troki–Merecz do rzeki Kotry. Tam też dołączył 2 oraz 4 szwadron, działający do tej pory przy „grupie Smorgoń”.
4 szwadron obsadził Orany, 3 Bobryszki, a reszta pułku z dowódcą stacjonowała w Olkienikach. Pierwszy szwadron wyczerpany walkami pod Wilnem i Mickiewiczami odszedł ze swych stanowisk pod Sołami do Mińska Mazowieckiego w celu reorganizacji. Pułk, rozlokowany na kilkudziesięciu kilometrach, został niebawem wzmocniony przez batalion etapowy Nr II i pluton minierów z 1 DP. Do 2 sierpnia 1919 roku służba polegała na patrolowaniu, marszach demonstracyjnych, odbieraniu broni po wsiach, badaniu dróg i mostów. Szczególnym przypadkiem podczas pełnienia służby było zajęcie Dang przez trzeci szwadron i napad Litwinów na 4 szwadron w Ruskim Siole. 2 sierpnia pułk przeniósł się w rejon Oran i zajął 4 szwadronem odcinek Kruszewo–Merecz–Massaliszki, 2 szw obsadził odcinek Niedzińgi–Nieszkućce i trzeci Bobryszki–Daugi. Każdy ze szwadronów posiadał dwa karabiny maszynowe. Pozostałość pułku stała w Oranach. 14 sierpnia 1919 roku rozkazem dowódcy 1 DP Leg. gen. Śmigłego-Rydza, grupę mjr. Zaruskiego zluzował III batalion 5 pp Leg., a pułk wyruszył trzema transportami na front przeciw-sowiecki.

### Walki na Białorusi
Malinowszczyzna, zajęcie Głębokiego i Łużek
Po wyładowaniu się z transportu na stacji Krzywicze, pułk przemaszerował do Wołkowatej, gdzie miała nastąpić koncentracja 1 BK ppłk. Beliny-Prażmowskiego. Do pułku dołączył tam 1 szwadron i czwarty pluton karabinów maszynowych. Razem było 229 koni. Działo się to w czasie, kiedy Naczelne Dowództwo dążyło po zajęciu Mińska do oparcia frontu wschodniego o rzekę Berezynę i Dźwinę. 1 Brygada Jazdy dostała zadanie wyparcia nieprzyjaciela w kierunku północno-wschodnim. Pułk w pierwszym dniu działania walczył dwoma odosobnionymi kolumnami, z których jedna pod dowództwem por. Kleszczyńskiego szła na daleki podjazd, a reszta poszła drogą główną z Wołkowatej przez Martyniewicze–Derkowszczyznę. 19 sierpnia pod wsią Malinowszczyzna wywiązała się walka z sowieckim 157 pp. Przeprowadzone natarcie przez 2 i 3 szwadron wspierane ogniem karabinów maszynowych utrzymały pułk na zajętym terenie. Późno w nocy pułk wycofał się do Wołkowszczyzny. 20 sierpnia pułk wspólnie z 1 pułkiem szwoleżerów doprowadził, po krótkiej strzelaninie, do opanowania miasta Głębokie. Po odpoczynku i defiladzie przed dowódcą brygady, pułk odchodzi do Berezwecza (klasztor), a nazajutrz rusza w kierunku na Szubniki i Mamaje. Będące w odwrocie wojska sowieckie stawiały wszędzie zacięty opór. Na wyznaczonej dla pułku drodze stanął 146 pp sowieckiej. Pod wsią Mamaje trzeci szwadron dostał się pod silny ogień piechoty i karabinów maszynowych. Dwoma karabinami maszynowymi por. Neuman wstrzymuje wroga do czasu nadejścia pierwszego szwadronu. Rozpoczęła się krótka walka, która pozwoliła zająć pułkowi bronione Mamaje i Zaborze. 21 sierpnia pułk zgodnie z rozkazem dowódcy brygady maszeruje dwoma kolumnami na północ dążąc do zajęcia Łuczajki i Łużek i opanowania linii rzeki Mniuty. Stacza w czasie marszu szereg potyczek pod Gliniatami, Sawinkami i Łużkami z tylnymi strażami nieprzyjaciela. Pod wieczór opanowuje linię rzeki i wysyła patrole aż do Hermanowicz i pod Dzisnę. Na noc zatrzymuje się w Łuczajce i Łużkach. W tym okresie pułkiem dowodził w zastępstwie rtm. Mieszkowski.
Walki o linię Dźwiny i postój w Duksztach
24 sierpnia pułk został zluzowany przez bataliony 33 i 24 pp. i przemieścił się do Borejek celem zabezpieczenia odcinka na rzece Dziśnie oraz utrzymania łączności między 5 pp. i 1 pszw. Podczas przegrupowania dowództwo nad pułkiem przejął mjr Zaruski. Po pięciodniowym postoju w rejonie Borejek i patrolowaniu przedpola i dróg prowadzących przez ciągnące się milami bagna, pułk połączył się powtórnie z 1 pszw. i doszedł do brzegów Dźwiny po kilkunastu dniach walk. Ustalił tym samym w początkowej fazie niepodległości nasze granice w tym odległym zakątku. W pochodzie oddziałów 1 DP na Dryssę i oddziałów mjr. Wyspiańskiego na Dzisnę, pułk będąc w składzie 1 BK z 1 pszw., utrzymywał między nimi łączność, maszerując przez Szarkowszczyznę, Pohost do linii rzeki Bołty i następnie Dźwiny. Od 1 do 14 września odbywały się uporczywe walki na całym odcinku 1 BK począwszy od pamiętnego Dołhinowa, Malce i dalej przez Polaki, Kruki i Kowalewszczyznę. Był, to okres zaciekłych przeciwnatarć doborowych pułków sowieckich. Musiano zdobywać i opuszczać kilkakrotnie te same wsie, lasy i rzeczki. Pułk maszerował na prawym skrzydle brygady. Po kilku dniach walk był już nimi wyczerpany, więc został wzmocniony batalionem 24 pp. W tym samym czasie zginął kpr. Krzyżek ze szwadronu karabinów maszynowych, który walczył do końca na wysuniętym stanowisku. Bywały momenty, że nadesłany do wzmocnienia pułku batalion cofał się pod zaciekłym atakiem na Bosiny i Sacharnię. Na całym odcinku brygady zarządzone zdecydowane przeciwnatarcie doprowadziło do odzyskania straconych stanowisk. 13 września 1919 roku pułk doszedł do brzegów Dźwiny, spychając nieprzyjaciela w rzekę. Wzięto sporo jeńców, koni i materiału wojennego. Obsadzono placówkami wszystkie brody i przeprawy na rzece od Masłowa do Zaborzec. Po dwóch dniach pułk został zluzowany przez drugi batalion 33 pp i przeszedł przez Ikaźń-Bracław-Opsę do Dukszt, jako odwód grupy gen. Śmigłego-Rydza. W czasie odpoczynku pułk uzupełniał braki w kadrze, prowadził ćwiczenia i 20 października przejął pod ochronę część linii demarkacyjnej polsko-litewskiej. Postój pułku w tym rejonie trwa do 19 grudnia 1919 roku.
Majowa ofensywa sowiecka
Wśród strasznej zawieruchy śnieżnej, pułk z Dukszt przemaszerował w ciągu 5 dni do Kukr i dalej do Łużek. 26 kwietnia 1920 roku przeszedł w okolicę Pohostu jako odwód armii. Jego postój został nagle przerwany 15 maja, ponieważ poprzedniego dnia rozpoczęła się wielka ofensywa sowiecka od Lepla i Połocka, spychając polskie dywizje. Pułk pośpiesznym marszem został rzucony w zagrożone strony w rejon Górki-Ziabki. Położenie było bardzo poważne, a oddziały piechoty nękane niepowodzeniami i atakowane wielkimi siłami nieprzyjaciela musiały cofać się na południowy zachód. Pułk wszedł jednym dywizjonem w linię piechoty, a resztą patrolował przedpole i skrzydła. Bronił się na zajmowanych stanowiskach przez dwa dni, ale zachodzące zmiany u sąsiadów powodują, że pułk musi wycofać się do Łużek. Z powodu niejasnej sytuacji na odcinku 8 DP, pułk pomimo rozkazu do odwrotu pozostał na linii. Naciskane w nocy oddziały wspomnianej dywizji, z którą pułk współdziałał musiały się pośpiesznie wycofać i w związku z tym pułk został rozdzielony na dwie części. Dywizjon rtm. Loewensteina cofał się na Łużki – Buki – Połów, wstrzymując atakującego wroga, a reszta pułku dowodzona przez mjr. Zaruskiego osłaniała odwrót piechoty wzdłuż osi Ziabki – Głębokie. Oba dywizjony połączyły się pod wsią Połów, która była broniona przez przybyły szwadron marszowy (pieszy) z rtm. Habsburgiem, ppor. Peszkowskim i ppor. Kostkiewiczem.
Polskie wojska cofały się na Ustaty, a pułk został przesunięty na Nowy Pohost i Przedgrodzie. Odwrót cofającej się piechoty za Koziany osłaniał czwarty szwadron z dwoma karabinami maszynowymi. Pułk zatrzymał się przed Łotyszowem, pozostając wysunięty daleko na wschód. W tym samym czasie działać zaczęła armia gen. Sosnkowskiego. Zaczęła ona ofensywę od zdobycia Kozian i łamiąc rozpęd oddziałów sowieckich, odrzuca je na wschód. Pułk walczył w pełnym składzie pod Przedgrodziem oraz Tyczkami i Szczolnem w dniach 1-6 czerwca. Utrzymał ważny punkt pomimo strat i ustawicznych ataków. Wziął przy tym kilkudziesięciu jeńców. Podczas walk wyróżnił się tutaj szwadron techniczny z por. Nalepą, pchor. Waleckim i wachm. Mazgajskim, który dwukrotnie przeszedł na tyły przeciwnika biorąc do niewoli kilkudziesięciu jeńców. Pierwszy i czwarty szwadron odpowiadał na natarcie nieprzyjaciela wielokrotnym przeciwuderzeniem. Został zarządzony pościg, podczas którego pułk przeszedł przez znane sobie miejscowości: Czeress, Bosiny dochodząc aż do Kowalewszczyzny. Stawiał tutaj opór dobrze wyekwipowany 160 pułk strzelców sowieckich, który 7 czerwca pokonał pułk w walce wręcz przy wydatnej pomocy ogniowej I dywizjonu artylerii konnej. Podczas zapalenia wsi przez polską artylerię, por. Skrzyński z garstką ułanów rzucił się do ataku pod ogniem nieprzyjacielskich karabinów maszynowych. Zaatakowani sowieci od skrzydła przez ppor. Chruścickiego i pchor. Czajkę cofnęli się w popłochu pozostawiając około dwudziestu zabitych, a pułk zdobył 20 jeńców i trzy karabiny maszynowe. Pierwszy i czwarty szwadron szły przez bagna, zaatakował je pod Nowymi Krukami spieszący na pomoc sowiecki batalion. Natarcie z dwóch stron przyniosło pułkowi pełne zwycięstwo w postaci 300 jeńców i 11 karabinów maszynowych.
W dniu następnym, pułk przegrupował się dalej, gdzie pod Jurkowszczyzną spotkał się z okopanym wrogiem. Natarcie piesze trzema szwadronami dochodzi do stanowisk nieprzyjacielskich, wybijając bagnetami obsadę okopów i sowieckie karabiny maszynowe. Jednak pułk został zmuszony do odwrotu z powodu poniesionych strat i braku odwodów. Wycofał się na niedaleki skraj lasu. Bitwa ochrzczona w nieprzyjacielskim komunikacie mianem „wielkiej bitwy” pozostała nierozstrzygnięta, ale pułk utrzymał się na placu boju, okupując ją stratą około 20 zabitych w tym ppor. Woyciszewskiego. Następnego dnia patrole por. Skrzyńskiego i pchor. Mączewskiego doszły do Dźwiny, ale ze względu na położenie sąsiadów zajęły stanowiska wzdłuż linii Sawczeńki-Genopol. Wykopano ułańskimi rękami porządne okopy, w których pułk pomimo ognia nieprzyjacielskiej artylerii przetrwał do wymarszu na front południowo-wschodni. Oprócz zajęcia wykopanych okopów, pułk bierze również udział w wypadach z innymi oddziałami brygady. Po ostatnich walkach odżył pułk moralnie i uzupełnił powstałe szczerby odpoczywając pomimo ciężkiej służby.
Wymarsz na Ukrainę
Pułk przetrwał na stanowiskach pod Genopolem do 22 czerwca 1920 roku. Został zluzowany przez 33 pp i odmaszerował na Przedgrodzie – Bracław – Opsę do Dukszt. 26 czerwca załadował się na transport kolejowy i pięcioma eszelonami przejechał przez Wilno – Baranowicze – Brześć – Kowel pod Równe. Pułk liczył w tym czasie 350 szabel, 8 karabinów maszynowych jucznych i 2 na taczankach. Mundury były zniszczone, brak było butów i bielizny, ale pomimo takiego stanu rzeczy stan moralny pułku był bardzo dobry.

### Na froncie południowo-wschodnim
Walki z Budionnym pod Równem i odwrót
Pułk pod Równe przybył 21 czerwca 1920 roku. Był, to czas największego powodzenia sowieckiej ofensywy, podczas której armia konna Budionnego zajmowała Zwihel, Szepietówkę i Korzec. Do nowej akcji pułk wchodzi z wiarą w siebie i swojego Wodza. Szwadrony po wyładowaniu się z transportów weszły w wir walk i obsadziły linię Horynia, zabezpieczając tym samym grupę wypadową kpt. Wolfa. Patrolował przedpole i skrzydła, a cześć pułku, tj. pierwszy pluton 1 szwadronu oraz trzy plutony szwadronu karabinów maszynowych weszły w skład grupy wypadowej, która miała 1 lipca uderzyć na Korzec. Dowódcą tego oddziału został wyznaczony rtm. Loewenstein. Na skrzydłach powierzonego pułkowi odcinka zaszły zmiany, więc pułk został ściągnięty do Kołodeńki w miejsce koncentracji 1 BK. Dołączył tam również nadszarpnięty oddział rtm. Loewensteina. Brygada została w nocy zaalarmowana i pośpiesznym marszem poszła przez Nowy Dwór na Horyń w celu obrony skrzydła 3 DP. 4 lipca 1920 roku pułk został ściągnięty przez Zaborów – Żytyń do Równego. Pozostał tam chwilowo w odwodzie, ponosząc straty od ognia artyleryjskiego. Otrzymał zadanie opanowania wsi Szpanów i Zołotyjów. Szwadrony zostały pośpiesznie rozwinięte, ale zostały ostrzelane z samochodów pancernych. Dopiero po ciężkiej walce udało się zepchnąć nieprzyjaciela i utrzymać jedyną drogę odwrotu. Wyróżniły się tutaj ułańską brawurą szwadrony pierwszy i czwarty z ppor. Królickim, Kostkiewiczem i Skrzyńskim. Pułk wycofał się z zajętych stanowisk dopiero w nocy razem z oddziałami 3 DP do lasów pod Reszuckiem. Stan bojowy pułku dowodzonego przez rtm. Loewensteina obniżył się od czasu przemarszu do Równego. Szwadron karabinów maszynowych posiadał tylko 2 karabiny, ponieważ reszta odmaszerowała na reorganizację i brakowało trzeciego szwadronu użytego do osłony taborów i zabezpieczenia łączności. Pułk pozostał bez kuchni i taborów, ale i tak jego stan moralny był bardzo dobry.
Pułk został skierowany w lasy na północ od Aleksandrii do Antonówki jako oddział przeznaczony do nawiązania łączności z walczącą jeszcze na wschodzie 1 DP. Łączność nawiązał dopiero po dwóch dniach i 7 lipca wziął udział w boju pod Równem, wychodząc wspólnie z 1 i 6 dywizją na tyły zagonów Budionnego, które dochodziły już pod Łuck. Miał również rozszerzyć przedmoście na południowym brzegu Horyni, do czasu nadejścia piechoty. Przechodzi na drugą stronę rzeki i kilkakrotnie szarżując spędza wysunięte placówki Budionnego, dając tym samym możliwość rozwinięcia się 1 DP. Uczestniczył również w ataku na Równe z 1 i 5 pp 1 dywizji, ochraniając ich lewe skrzydło. Został jako ubezpieczenie od wschodu na polach pod Karłowszczyzną, podczas gdy pułki dywizji nacierały na miasto. Szalała wówczas burza i ulewa z oślepiającymi i dezorientującymi błyskawicami. Okoliczności te oraz zmęczenie nie pozwoliły wykorzystać odniesionego zwycięstwa. W tym czasie pułkiem dowodził rtm. Habsburg. Rankiem następnego dnia pułk został ściągnięty do miasta, a nocą wyszedł jako straż tylna piechoty maszerującej na Klewań – Łuck. Podczas marszu połowa ułanów spała z powodu przemęczenia i braku snu od kilku dni. Odwrót odbywał się bez przeszkód, tylko pod Ołyką doszło do małej potyczki z nieprzyjacielem.
Nad Styrem
Pułk spędził noc z 11 na 12 lipca we wsi Terenie znajdującą się po wschodniej stronie Styru. Był jedynym oddziałem wysuniętym w tym rejonie. Rankiem pomaszerował przez Łuck do Boratyna, przejmując placówki nad Styrem. Dowodzenie pułku objął rtm. Kleszczyński, a pułk został przydzielony do 3 Brygady Jazdy. Panował spokój pozwalający na dłuższe rozsiodłanie koni i odpoczynek dla zmęczonych i poszczerbionych szwadronów, a nazajutrz z tego między innymi powodu miał odejść na reorganizację do tzw. „kadry przyfrontowej” w Hrubieszowie. W czasie marszu doszło pod Torczyn, ale został tam zawrócony i rzucony w wir walki. Świtem 17 lipca przeszedł w okolicę Boremla i Hrynik do zabezpieczenia przepraw przez rzekę Lipę i patrolowania przedpola. Rozpoczął się dla pułku okres ustawicznych podjazdów, przemarszów i wypadów wspólnie z innymi oddziałami. Były potyczki pod Boremlem, Beresteczkiem, Szczurowiczami i Nowymi Stawami, gdzie zginął bohaterską śmiercią ppor. Kostkiewicz.
Dowództwo frontu dąży do zniszczenia armii Budionnego, rzucając do walki nowe oddziały. Polskie wojsko było już bliskie zwycięstwa. 28 lipca przybywa nowo wyznaczony dowódca pułku mjr Antoni Jabłoński prowadząc z sobą szwadron „mazowiecki” i „pomorski szwadron karabinów maszynowych” oraz zbiorowy szwadron jako uzupełnienie pułku. Następnego dnia pułk w składzie siedmiu szwadronów rusza wraz z 3 i 6 BJ i 12 pp. na wypad kierując się na Bytnicę-Leszniów. Jednak zaplanowana akcja nie rozwijała się według zamierzeń, ponieważ piechota została zmuszona do cofnięcia się, a pułk wypełniając luki po niej wycofuje się na noc do Beresteczka. Nie pomógł również wypad przeprowadzony następnego dnia, a wykonany przez 3 i 6 BJ na Komarówkę. Naciskana pod Grzymałówką szósta brygada została zmuszona do odwrotu, a pułk osłaniał jej odwrót, cofając się lasami na Beresteczko.
Bój pod Mikołajowem

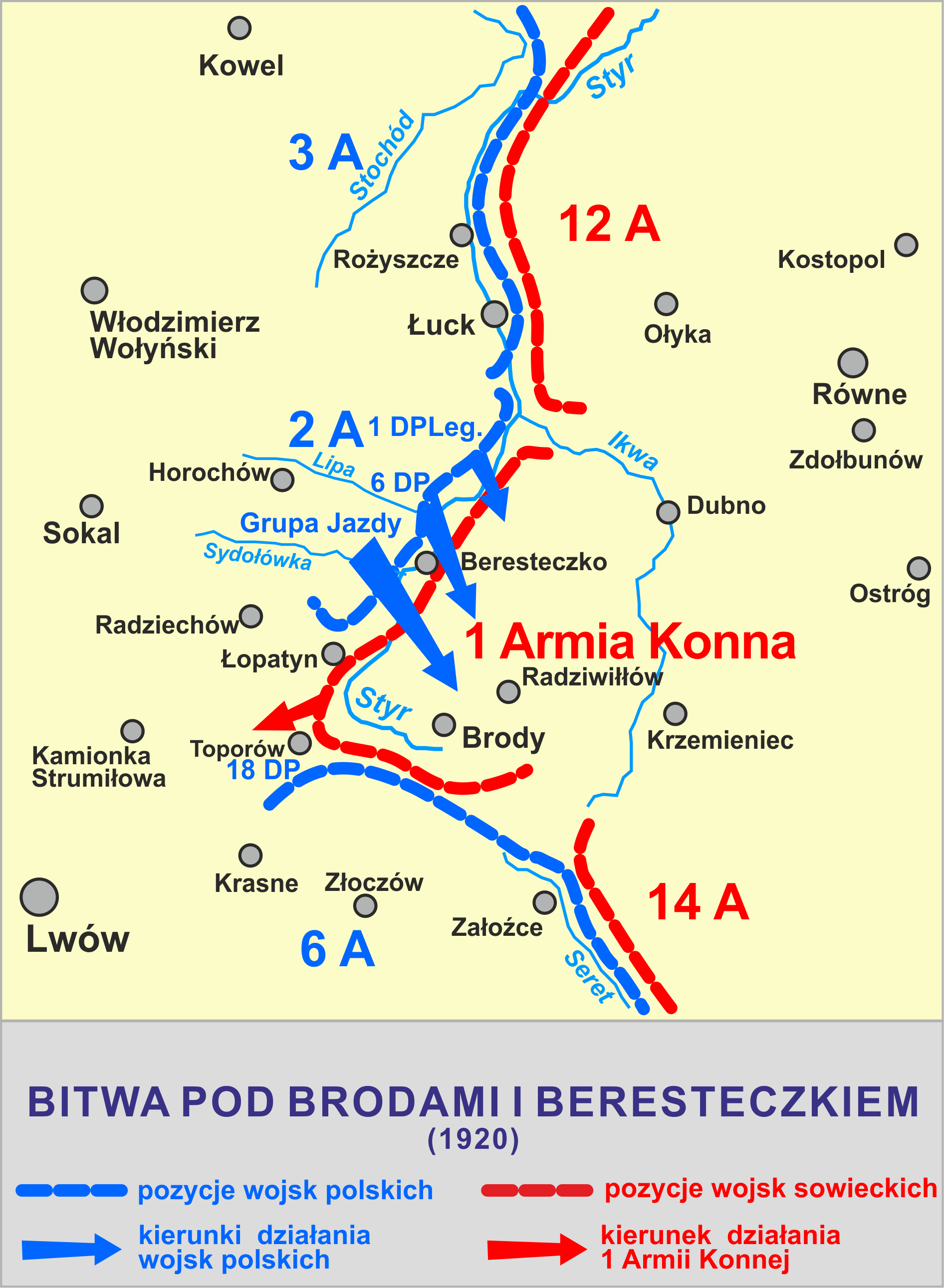
29 lipca – 3 sierpnia 1920

Pomimo dotychczasowych wysiłków wojska polskiego, armia konna Budionnego manewrowała swobodnie na kilkudziesięciu kilometrach wzdłuż linii frontu. Walcząca na południu bolszewickie 18 DS i na północy 1 DS odniosły poważne sukcesy. Celem powstrzymania 18 dywizji zostały skierowane polskie brygady III, IV i VI. Pułk szedł z nimi w ich straży przedniej w kierunku na Mikołajów. Na początku działania rozwijały się bardzo pomyślnie. Pierwszy szwadron wyparł nieprzyjaciela spod Morwy i Strzemicz. Podjazdy, które poszły na Mikołajów i Szczurowice stwierdziły, że najbliższe miejscowości zostały obsadzone przez wroga. Dowódca pułku uderzył trzema szwadronami, pozostawiając dwa jako odwód. Rozwinięte szwadrony zepchnęły z przedpola sowiecką kawalerię, ale za Mikołajowem zostały zaatakowane przez sowiecką 6 Dywizję Kawalerii. Pomimo rzuconych do boju przez dowódcę pułku odwodów, po kilkugodzinnej walce, pułk zajął Mariankę i las na zachód od wzgórza 216 oraz przejścia na Nowo-Mikołajów. Bój ten był najkrwawszym dla pułku. Dla uczczenia poległych w tym boju rtm. Sokólskiego, pchor. Garbińskiego i 92 szeregowych, na szarfach swojego sztandaru wpisał pułk słowa: „Mikołajów 1.VIII.20 r.”. Bój ten wykazał wysokie morale szwadronów, a niedoszkolony w jeździe szwadron pomorski, znakomicie wykazał się w walce pieszej.
Przykładem prawdziwego bohaterstwa było uratowanie rtm. Kleszczyńskiego, który został przygnieciony przez rannego konia, kilkadziesiąt kroków od kozaków Budionnego. Zdarzenie, to zauważył kpr. Wyganowski i wspólnie z ułanem Nalezińskim, wynieśli kontuzjowanego rotmistrza z pola walki. Wyganowski został za ten czyn odznaczony krzyżem „Virtuti Militari”.
Po walkach pułk został zluzowany i odtwarzał zdolność bojową w folwarku Mikołajów. Po prawej stronie drogi do folwarku została wykopana bratnia mogiła. W dniu następnym pułk ruszył ze Smażowa przez Szczurowice, Srebrno, Baraninę na Radziwiłłów. Tam weszły do działania dwa szwadrony, a pozostałe skierowano do osłony mostu pod Szczurowicami. W międzyczasie zaszły pod Klekotowem zmiany i pułk z drogi na Szczurowice został wezwany do osłony odwrotu. Zajął obronę na polach pod Chotyniem. Przez linię obrony pułku przeszły oddziały polskiej kawalerii, a za nimi ukazała się atakująca kawaleria sowiecka. Wachmistrz Inis z ukrytym na taczance karabinem maszynowym dopuścił przeciwnika bardzo blisko i praktycznie jedną serią zamienia natarcie na bezładną ucieczkę, otrzymując za ten czyn krzyż „Virtuti Militari”. Walkę pułku obserwował osobiście ppłk Rómmel. Stał przy czwartym szwadronie ppor. Królickiego. Po walce podziękował pułkowi za świetną postawę i odparcie przeciwnika. Po paru godzinach pułk pomaszerował przez Beresteczko do Smoławy.
3 sierpnia pułk został skierowany w składzie Grupy Jazdy pod Brody na Berlin celem ponownego uderzenia na wroga. W wyniku zmian w położeniu ogólnym, wraz z 12 pułkiem, otrzymał rozkaz odwrotu do Łopatyna. Nieprzyjaciel maszerował na północ i jedną dywizją zaatakował z kierunku lasu Hajworonki na Kustyń. Kwaterowała tam III Brygada Kawalerii. Doszło do boju, w którym pułk ponosząc duże straty wycofał się na Rudenko Ruskie. Z Rudenka, po wysłaniu patroli, pułk wycofał się przez Stawki do Radziechowa.
Walki pod Radziechowem i Chołojowem oraz odwrót na Bug
Do powstrzymania pochodu armii Budionnego, 2 Dywizja Jazdy, do której przydzielony był 11 pułk, rozpoczęła działania zaczepne pod Józefowem i Perkunami. Pułk, wspólnie z 12 p.uł. zdobył w walce Perkuny. Pozostał tam na noc, a rankiem wycofał się przez Radziechów do Chołojowa i tam dołączył do I BJ. Nocował tam ubezpieczany przez szwadrony 17 p.uł. broniący rubieży Ohladów-Krzywe. 13 sierpnia o 8.00 17 pułk został wyparty z zajmowanych stanowisk, a 11 p.uł. zajął alarmowo stanowiska za wsią koło Kordonówki i obok wzgórza 252. Tu stoczył dwudniowy bój pod Chołojowem, podczas którego wzgórze i wsie Dmytrów i Mierów często przechodziły z rąk do rąk. Początkowo wróg atakował odcinek brygady spieszonymi oddziałami swojej kawalerii, potem zmienił taktykę i zaatakował w szyku konnym. Atakującą sowiecką kawalerię wspierały samochody pancerne i artyleria. Pułk bronił się wytrwale, ale po wycofaniu się prawego skrzydła brygady, został zmuszony do odwrotu z Dymitrowa na linię wzgórz pod Chołojowem. Za pułkiem szły piesze i konne oddziały rosyjskie, ale pomimo strat wytrzymał tam do chwili nadejścia rozkazu do odwrotu. Z pola walki zszedł jako ostatni, osłaniając dywizję cofającą się za Bug. Momentami w czasie bitwy walczył pułk z całą sowiecką 14 Dywizją Kawalerii.
Osłona Lwowa
Część oddziałów z południa przerzucił Naczelny Wódz na północ w miejsce walnej bitwy pod Warszawą. Odbyło się to w drugim tygodniu sierpnia. Pułk został tam również wezwany, ale podczas załadunku na transport kolejowy w Krystynopolu przyszedł rozkaz odwołujący i pułk pozostał na dotychczasowym froncie. Front małopolski miał czynnie osłaniać Małopolskę wschodnią razem ze Lwowem i zagłębiem naftowym. Tym sposobem pułk uczestniczył w podjazdach zwiadowczych z Beliatycz na Czestyń, Horyń i Nahorce oraz utarczkach kwatermistrzów w Żółtańcach. Brał udział w patrolach na Wisłoboki i Żydatycze oraz dwukrotnie uczestniczył w marszu na Żółtańce przez Arłasów i Kołodzienkę. Fakty były takie, że pułk cofał się z innymi oddziałami tylko na rozkaz, znacząc drogę swojego marszu krwią.
Obrona zagłębia naftowego pod Bóbrką-Chodorowem

22 sierpnia 1920 roku I BJ, w której składzie znajdował się 11 p.uł. weszła w skład 6 Armii i otrzymała zadanie obrony zagłębia naftowego. Po trzydniowym marszu przez Winniki, Dawidów i Bóbrkę, pułk zatrzymał się w Nowych Strzeliskach. W kierunku na Strzeliska i Wybraniówkę wysłał podjazdy, które natknęły się na 8 Dywizję Czerwonych Kozaków. Ta zaatakowała brygadę całością sił. Atak został odparty przez kompanię piechoty 19 pp i szwadrony 11 pułku. Z Nowych Strzelisk wyszły dwa patrole do przeprowadzenia rozpoznania. Jednym z nich dowodził ppor. Kozłowski. Patrol ten przez dłuższy czas działał na tyłach wroga, dołączając do pułku dopiero po paru dniach. za wzorowe prowadzenie rozpoznaia dowódca patrolu został odznaczony krzyżem „Virtuti Militari”.
W tym czasie w miejsce chorego mjr. Jabłońskiego dowództwo pułku objął rtm. Kleszczyński. 26 sierpnia w potyczce w Strzeliskach pułk zajął wzgórza za Bóbrką. Nieprzyjaciel, wspomagany przez artylerią, przystąpił do kontrataku. Jeden z pocisków trafił w karabin maszynowy ppor. Ciszowskiego, raniąc obsługę karabinu. Pułk przetrzymał atak, a lewym skrzydłem przesunął się do przodu. Po zluzowaniu przez piechotę pomaszerował na odpoczynek do Budkowa. 12 września po otrzymaniu rozkazu, pułk pomaszerował do Ottyniowiec w celu przygotowania się do wyjazdu transportem na inny front. W związku z zagrożeniem na prawym skrzydle, pomaszerował z powrotem przez Knihinicze do Bukaczowiec. Tam dwoma szwadronami obsadził linię frontu pod Bursztynem-Bukaczowcami.
4 września pułk pozostawił w Bursztynie szwadron techniczny, a sam przemaszerował do Czachrowa. Drugi szwadron obsadził Koniuszki. Miejscowość ta wieczorem tego samego dnia przechodziła w przeciwnatarciach z rąk do rąk. Szwadron walczył bardzo dzielnie, ale musiał wycofać się na pobliskie wzgórza. Bój pod Czachrowem rozwinął się dopiero następnego dnia. 1 i 2 szwadron, które posiadały niespełna sto szabel, nieprzyjaciel atakował w przeważającej sile. Jego atak był wspomagany ogniem artylerii, która rozbiła taczankę zabijając obsługę wraz z koniem. Pomimo otrzymanych odwodów, pułk został zmuszony do wycofania się przez Bukaczowce na Hrehorów. Zamknął tam przeprawy na rzece Świrz i Ług pod Chodorowem. Nieprzyjaciel zaatakował ochronę mostu pod Chodorowem, ale przy wsparciu ppor. Pytlewskiego z 3 szwadronem i ppor. Piecka z 2 szwadronem oraz taczanek plut. Kozłowskiego atak został odparty. Od Równego po Chodorów pułk walczył prawie codziennie z nieprzyjacielem. Zadania postawione przed, nim wypełniał zawsze ofiarnie, pomagając nawet sąsiadom. Potyczki pod Chodorowem były ostatnim etapem odwrotu.

### Kontrofensywa
W Małopolsce
Pułk będąc w dalszym ciągu w składzie I BJ, od 7 września 1920 roku parł zwycięsko naprzód pokonując jedną przeszkodę po drugiej, a były nimi poszczególne linie rzek i dopływów Dniestru. Za rzekami wojska sowieckie organizowały obronę przed swoim odwrotem. Nad rzeką Świrż pod Czeremchą pułk wyparł ze stanowisk część ósmej brygady kawalerii sowieckiej. Podczas walki ranny został adiutant pułku pchor. Wieczorkiewicz oraz ułan Kołtys. Po skierowaniu do pomocy dywizji ukraińskiej pod Ruzdwianami, wspólnie z nią rozbija batalion sowiecki. Wykazał się tutaj świetną szarżą szwadron ppor. Królickiego. Po zluzowaniu przez piechotę, pułk poszedł na pomoc 3 p.uł. Był, to słabo obsadzony odcinek frontu, więc nieprzyjaciel na tym odcinku atakował. Broniąc swoich stanowisk pod Wasiuczynem, pułk zepchnął silnymi patrolami nieprzyjaciela i 16 września doszedł do rzeki Narajówki pod Sarnami Górnymi. Podczas walk został ranny ppor. Stróżyński. Dalszy pościg nieprzyjaciel wstrzymał nad Złotą Lipą, ale jego dwukrotny atak załamał się przed atakującymi pieszo szwadronami pułku. W tym samym czasie 33 pp. przeprawił się przez rzekę i zaatakował wroga od północy. Po krótkiej walce przeprawa pod Bożkowem została zdobyta, a pułk nocą prowadził pościg za sowietami i doszedł do Bożykówki. 19 września 1 szwadron pułku brał udział pod Nastasowem w walce z sowietami. Idąc w straży przedniej brygady, pułk przeprawił się wpław przez Seret i przepędził oddziały wroga ze wschodniego brzegu rzeki.
Walki pościgowe pod Jampolem i Zasłaniem
Nieprzyjaciel cofał się w popłochu i pułkowi udało się go dopędzić dopiero 21 września pod Białozierką za Zbruczem. Pułk maszerował w straży przedniej brygady. Idący w straży przedniej pułku, 2 szwadron został silnie ostrzelany pod Białozierką. Ostrzelała go tylna straż przeciwnika. Szwadron związał ją ogniem karabinów maszynowych z taczanek, a sam przesunął się poza wzgórzami i szarżą plutonu pchor. Krocnitza, który szedł od czoła oraz plutonem wchm. Dworakowskiego od strony skrzydła, oczyścił swoje przedpole biorąc jeńców do niewoli. Na czoło pułku wyszedł 1 szwadron, a 3 szwadron poszedł na Horoszczę. Pierwszy szwadron wpadł pod Jampolem na dobrze zorganizowanego wroga. Ukrył się przed ogniem, lecz pod osłoną taczanek przegrupował się na lewe skrzydło i wspólnie z plutonem ppor. Kasimira z 4 szwadronu zaatakował wroga biorąc do niewoli przeszło 300 jeńców. 23 września przeszedł pułk wraz z brygadą pod Szczurowice. Został w odwodzie brygady, a w walce uczestniczył dopiero pod jej koniec. Likwidował pod Toporami i Toporzykami luźne oddziały wroga i wstrzymywał jadącą brygadę kawalerii sowieckiej. Późnym wieczorem pułk razem z brygadą przeszedł przez Szczurowie do Szczurowczyk na dłuższy odpoczynek.
Ostatnie walki
Po postoju w Szczurowczykach, który przerywany był wysyłaniem długich patroli zwiadowczych, pułk 9 października pomaszerował z brygadą na Daniłówkę i dalej na Kuźmin do Żeberek. Po przejściu Czoch i rzeki Ikwy doszedł walcząc do Bohu na rubieży Hule-Świeczne. Późną nocą pułk przeszedł do Szczerban. 12 października przemaszerował z powrotem na Czechy i Nową Sieniawkę, a po napotkaniu nieprzyjaciela odrzucił go szarżą aż pod Czydynowce i obsadził odcinek od Litiatki do Nowej Sieniawki. Nieprzyjaciel wyszedł z silnym natarciem piechoty i próbował jednocześnie atakować lewe skrzydło polskie. Widząc, to dowódca pułku mjr Jabłoński przesunął 2 i 4 szwadron na zagrożony odcinek. W walce tej został ranny dowódca pułku i z miejsca walki wywiózł go na taczance plut. Kozłowski. Dowodzenie pułkiem przejął rtm. Stachlewski. Na rozkaz dowódcy brygady, pułk przeszedł z Nowej Sieniawki i Czech do wsi Bułaj zostawiając placówkę w Szczerbinach. W następnych dniach doszedł z powrotem do Bohu, wspomagać Ukraińców pod Susłowcami, Terespolem i Wójtowcami. 18 października wyszedł ze wsi Pedossy, odparł nieprzyjacielską szarżę i pomimo zaciekłej obrony wroga zajął Łysogórki i Zinowiejce. Ostatni rozkaz bojowy dla pułku nakazywał obsadzić przed 24.00 Zinowiejce, a punktualnie o wspomnianej godzinie trębacz pułkowy miał odtrąbić zawarcie rozejmu. Rozkaz został wykonany, ale hejnału nie usłyszał mjr Antoni Jabłoński, umierający z ran w szpitalu we Lwowie. Zmarł 22 października 1920 roku.
Szwadron kadrowy – udział w odsieczy Lwowa, krwawe walki z konną armią Budionnego 1920 roku. W 1939 roku w składzie Mazowieckiej Brygady Kawalerii walczył m.in. 1 września w Lasach Królewskich i wykonując szarżę w Kałuszynie 12 września. Rozbity 24 września pod Suchowolą.

### Kawalerowie Virtuti Militari
| Żołnierze pułku odznaczeni Krzyżem Srebrnym Orderu Wojennego Virtuti Militari za wojnę 1918–1920 | Żołnierze pułku odznaczeni Krzyżem Srebrnym Orderu Wojennego Virtuti Militari za wojnę 1918–1920 | Żołnierze pułku odznaczeni Krzyżem Srebrnym Orderu Wojennego Virtuti Militari za wojnę 1918–1920 |
| ------------------------------------------------------------------------------------------------ | ------------------------------------------------------------------------------------------------ | ------------------------------------------------------------------------------------------------ |
| kpr. Jan Albeker (Albekier) nr 3708                                                              | ppor. Stanisław Bednarski                                                                        | st. uł. Karol Błach nr 3719                                                                      |
| wachm. Jan Bartkowski                                                                            | ppor. Michał Tadeusz Brzęk-Osiński                                                               | st. uł. Józef Brudzyński nr 3776                                                                 |
| por. Paweł Budzik                                                                                | por. Eugeniusz Chwalibóg-Piecek                                                                  | ppor. Eugeniusz Chróścicki                                                                       |
| kpr. Józef Ciastek nr 3641                                                                       | por. Konstanty Ciszowski nr 3770                                                                 | pchor. Józef Czajka                                                                              |
| kpr. Bohdan Bogumił Dobrzański                                                                   | rtm. Julian Filipowicz                                                                           | uł. Jan Gałek                                                                                    |
| plut. Karol Ginter                                                                               | por. Ludwik Horodyski                                                                            | wachm. Stefan Inis                                                                               |
| ś.p. mjr Antoni Jabłoński                                                                        | uł. Antoni Jakóbowski                                                                            | wachm. Stanisław Jaworski                                                                        |
| kpr. Wacław Karasiński                                                                           | mjr Edward Kleczyński                                                                            | rtm. Józef Koczwara                                                                              |
| por. Tomasz Kozłowski nr 5428                                                                    | ppor. Stanisław Królicki                                                                         | wachm. Teodor Krzeszowski                                                                        |
| kpr. Wincenty Krzykowski                                                                         | uł. Wacław Książek                                                                               | wachm. Bronisław Książkiewicz                                                                    |
| kpr. Antoni Latacz vel Latos                                                                     | wachm. Stefan Laskowski                                                                          | kpr. Stanisław Lesiakowski                                                                       |
| por. Władysław Mączewski                                                                         | st. uł. Stefan Mączyński                                                                         | por. Karol Nachtlicht-Światełko                                                                  |
| kpr. Józef Naleziński                                                                            | chor. Leopold Peszkowski                                                                         | por. Kazimierz Peszkowski                                                                        |
| kpr. Edward Pfeil                                                                                | plut. Walenty Pierzak                                                                            | por. Tadeusz Pytlewski                                                                           |
| wachm. Bolesław Ruszkowski nr 3771                                                               | ś.p. rtm. Stanisław Szewc-Sarto nr 3734                                                          | rtm. Bohdan Stachlewski                                                                          |
| st. uł. Wojciech Stawiarski                                                                      | wachm. Stanisław Studniarek                                                                      | rtm. Józef Grad-Soniński                                                                         |
| st. uł. Jan Szparadowski                                                                         | kpr. Kazimierz Tarczyński                                                                        | pchor. Bohdan Wieczorkiewicz                                                                     |
| por. Tadeusz Widuch nr 1791                                                                      | plut. Ludwik Wyganowski nr 3507                                                                  | ppłk Mariusz Zaruski nr 164                                                                      |
| por. Tadeusz III Zieliński                                                                       |                                                                                                  |                                                                                                  |

## Pułk w okresie pokoju

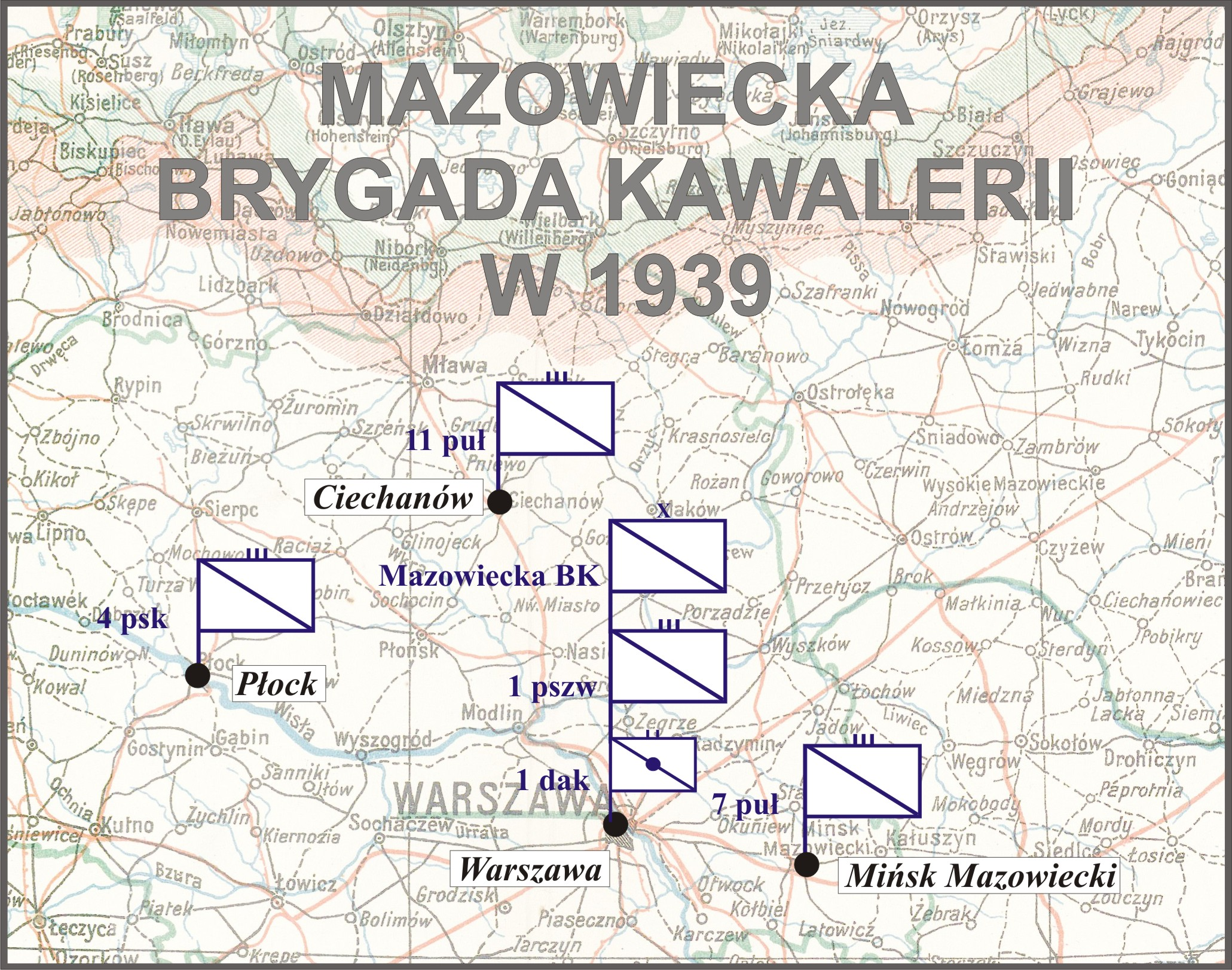
Mazowiecka BK w 1938

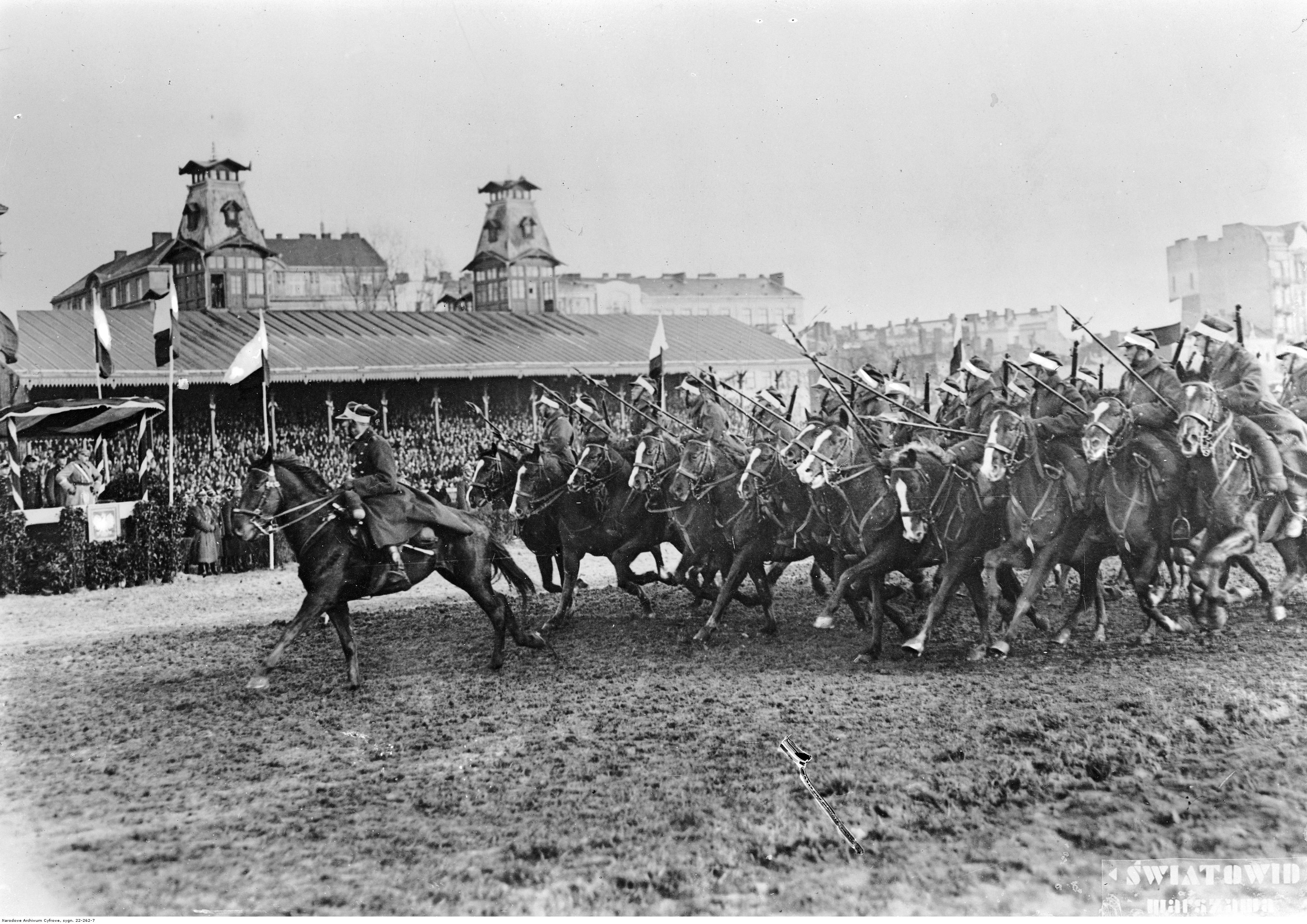
Szwadron 11 pułku Ułanów Legionowych na defiladzie

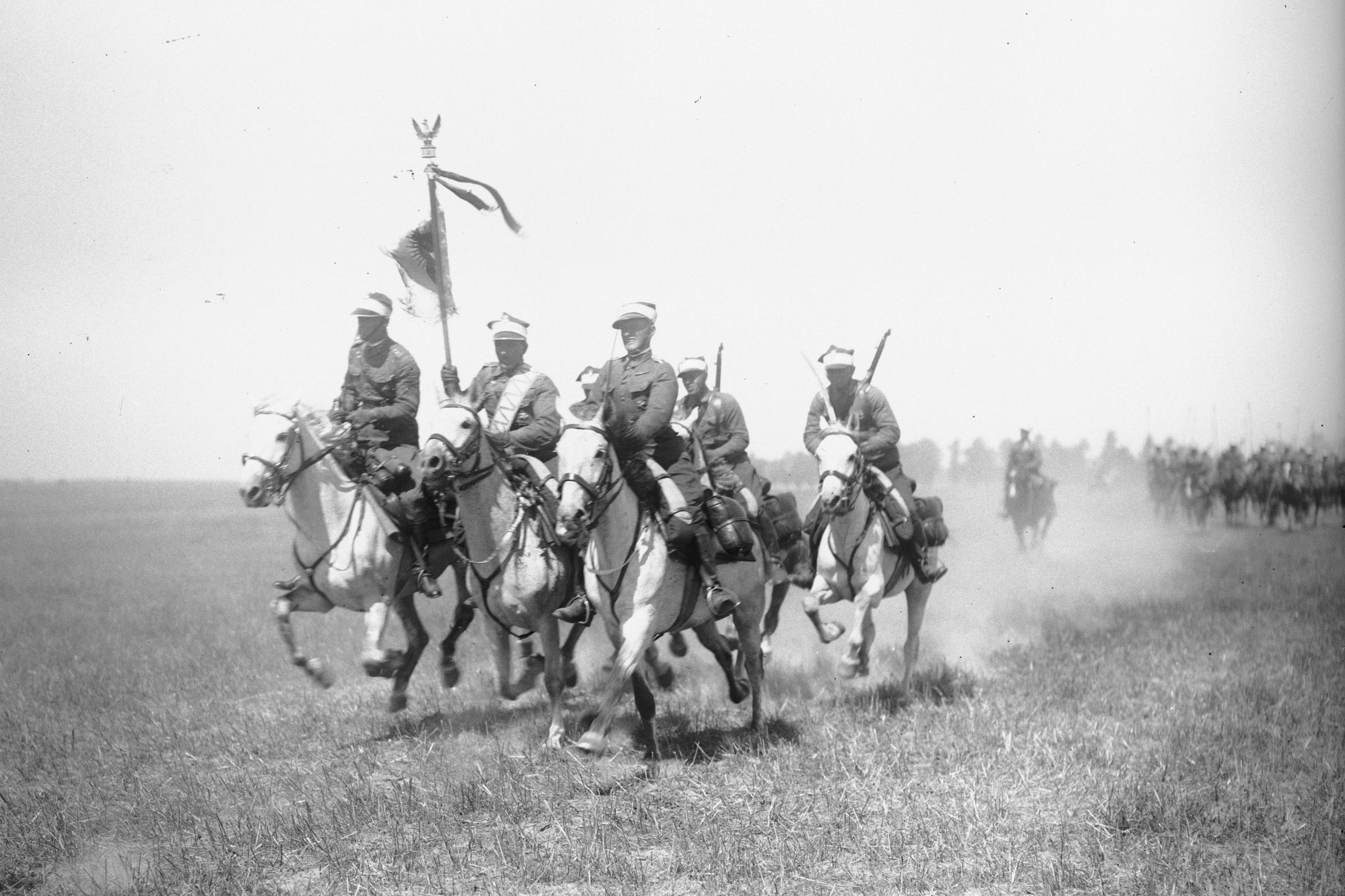
Poczet sztandarowy 11 pułku ułanów

Po noclegu spędzonym w Zinowiejcach, przeszedł pułk 23 października do rejonu Tereszki-Pieczyska. Przeprowadził tam szereg prac organizacyjnych, zakupił zboże, przechodząc tym samym na gospodarkę pokojową. Ważniejszymi momentami tamtego okresu była msza za spokój duszy śp. mjr. Antoniego Jabłońskiego, dekoracja orderami „Virtuti Militari”. Dowódcą pułku został w zastępstwie mjr Edward Kleszczyński. Po miesięcznym pobycie w Tereszkach pułk przeszedł 25 listopada w rejon Czortkowa w Małopolsce. Obsadził tam Zbrucz na odcinku Dawidowce – Czarnokońce – Kociubiniec. W dalszym ciągu reorganizował się, otrzymywał uzupełnienie, przeprowadził demobilizację Górnoślązaków i akademików. Prowadził ćwiczenia i wykłady oraz stworzył szkołę podoficerską pod dowództwem rtm. Filipowicza. W związku ze zmianami w polskiej kawalerii pułk został 12 czerwca 1921 roku przydzielony do VIII BJ i transportami kolejowymi przejechał do nowego garnizonu w Ciechanowie. Przeszedł tam ciężki okres demobilizacji, przystępując do pokojowej pracy dla dobra i chwały Rzeczypospolitej Polskiej. Od 1921 r. w Przasnyszu kwaterowały trzy szwadrony z 11 Pułku Ułanów Legionowych: szwadron zapasowy, szwadron techniczny i szwadron ciężkich karabinów maszynowych. Na wszystkie szwadrony nie było miejsca w koszarach w Ciechanowie, które przez parę lat były pozbawione podstawowych instalacji wodno-kanalizacyjnych oraz elektrycznych. Były to stare porosyjskie koszary. Natomiast stan porosyjskich koszar w Przasnyszu był o wiele lepszy, bo dysponowały większą bazą budynków oraz przykoszarowym placem ćwiczeń. W roku 1928 w garnizonie Ciechanów spaliła się stajnia 4 szwadronu, a w niej 26 koni. W związku z taką dramatyczną sytuacją podjęto decyzję, że do Przasnysza zostanie karnie przeniesiony 4 szwadron. Natomiast do Ciechanowa przeniósł się szwadron karabinów maszynowych. W garnizonie Przasnysz od 1928 r. do listopada 1938 roku kwaterowały następujące szwadrony ze składu 11. Pułku Ułanów: 4. szwadron, szwadron techniczny (gospodarczy) i szwadron zapasowy. Pułk stacjonował również w Jędrzejowie oraz w garnizonie Radom (IV szwadron w latach 1918–1919).
19 maja 1927 roku Minister Spraw Wojskowych marszałek Polski Józef Piłsudski ustalił i zatwierdził dzień 19 kwietnia, jako datę święta pułkowego. Pułk obchodził swoje święto w rocznicę zdobycia Wilna w 1919 roku. Stosowną uchwałę w tej sprawie podjęło zebranie oficerów pułku 23 marca 1922 roku.
28 maja 1937 roku Minister Spraw Wojskowych generał dywizji Tadeusz Kasprzycki nadał pułkowi nazwę „11 Pułk Ułanów Legionowych imienia Marszałka Edwarda Śmigłego-Rydza”.
| Pułk w planie mobilizacyjnym „S” | Pułk w planie mobilizacyjnym „S” | Pułk w planie mobilizacyjnym „S” |
| Nazwa pododdziału                | Miejsce mobilizacji              | Termin                           |
| -------------------------------- | -------------------------------- | -------------------------------- |
| dowódca pułku z drużyną          | Ciechanów                        | alarm                            |
| pluton łączności                 | Ciechanów                        | alarm                            |
| 1÷4 szwadrony                    | Ciechanów                        | alarm                            |
| szwadron karabinów maszynowych   | Ciechanów                        | alarm                            |
| szwadron kawalerii nr 38         | Ciechanów                        | alarm                            |
| pluton ckm nr 38                 | Ciechanów                        | alarm                            |
| kolumna taborowa nr 164          | Ciechanów                        | 6                                |
| kolumna taborowa nr 166          | Ciechanów                        | 8                                |
| uzupełnienie do czasu „W”        | Ciechanów                        | 5                                |
| szwadron marszowy 1/11 puł       | Ciechanów                        | 18                               |
| pluton marszowy nr 38            | Ciechanów                        | 30                               |
| szwadron zapasowy                | Ciechanów                        | do 15                            |
| PKU Ciechanów                    | Ciechanów                        | 2                                |

| Obsada personalna i struktura organizacyjna w marcu 1939 | Obsada personalna i struktura organizacyjna w marcu 1939 |
| Stanowisko                                               | Stopień, imię i nazwisko                                 |
| -------------------------------------------------------- | -------------------------------------------------------- |
| dowódca pułku                                            | ppłk Władysław Mączewski                                 |
| I zastępca dowódcy                                       | ppłk Zygmunt Moszczeński                                 |
| I zastępca dowódcy (dubler)                              | mjr dypl. Wincenty Iwanowski                             |
| adiutant                                                 | rtm. Józef Dworakowski                                   |
| naczelny lekarz medycyny                                 | mjr lek. dr Konrad Dackiewicz                            |
| lekarz weterynarii                                       | por. Bolesław Włodzimierz Kalinowski                     |
| w dyspozycji dowódcy                                     | mjr kontr. Konstanty Smowski                             |
| II zastępca dowódcy (kwatermistrz)                       | mjr Bohdan Konstanty Wieczorkiewicz                      |
| oficer mobilizacyjny                                     | rtm. Stefan Inis                                         |
| zastępca oficera mobilizacyjnego                         | por. Jan Edward Rieger                                   |
| oficer administracyjno-materiałowy                       | por. Adam Marian Szulczewski                             |
| dowódca szwadronu gospodarczego                          | rtm. Józef Dworakowski                                   |
| oficer gospodarczy                                       | kpt. int. Stanisław II Chmura                            |
| oficer żywnościowy                                       | ppor. Władysław Wojciech Roman Kossakowski               |
| dowódca plutonu łączności                                | por. Kazimierz Marian Kappel                             |
| dowódca plutonu kolarzy                                  | ppor. Stefan Teodor Piórkowski                           |
| dowódca plutonu ppanc.                                   | por. Zdzisław Kazimierz Rożek                            |
| dowódca 1 szwadronu                                      | por. Kazimierz Rogatko                                   |
| dowódca plutonu                                          | por. Jan Józef Sieklucki                                 |
| dowódca plutonu                                          | ppor. Jerzy Dłutek                                       |
| dowódca 2 szwadronu                                      | rtm. Antoni Skiba                                        |
| dowódca plutonu                                          | por. Tadeusz Michał Dudziński                            |
| dowódca 3 szwadronu                                      | por. Józef Kwiatkowski                                   |
| dowódca plutonu                                          | por. Kazimierz Henryk Sawicki                            |
| dowódca 4 szwadronu                                      | rtm. Franciszek Wrzosek                                  |
| dowódca plutonu                                          | por. Jan Fiedoruk                                        |
| dowódca plutonu                                          | ppor. Walerian Antoni Minor                              |
| dowódca plutonu                                          | ppor. Jerzy Stefan Sitkowski                             |
| dowódca szwadronu km                                     | rtm. Józef Adamczyk                                      |
| dowódca plutonu                                          | ppor. Mikołaj Edward Kisiel-Kiślański                    |
| dowódca szwadronu zapasowego                             | vacat                                                    |
| zastępca dowódcy                                         | rtm. adm. (kaw.) Kazimierz Lewak                         |
| na kursie                                                | rtm. Adam Rzeszotarski                                   |
| Szkoła podoficerska ckm Mazowieckiej BK                  |                                                          |
| komendant szkoły                                         | rtm. Henryk Józef Ławrynowicz (4 psk)                    |
| instruktor                                               | por. Jan Marowski (1 psk)                                |

## Pułk w kampanii wrześniowej
Mobilizację pułku przeprowadzono 24 sierpnia. W następnych dniach pułk osłaniał koncentrację Mazowieckiej BK. Od 1 września bronił się na kierunku Przasnysz – Ciechanów. Obsadzał kolejno rubieże: Rostków – Las, Pułtusk – Grabowiec, lasy wyszkowskie, Serock – Kościelne – Popowo, Wyszków. 10 września osłaniał odwrót do lasu obok Woli Kłębowskiej. 12 września w nocy 4 szwadron pod dowództwem por. Andrzeja Żylińskiego szarżą w Zawodziu rozpoczął bitwę pod Kałuszynem. Wprawdzie szarża nie odnotowała powodzenia (z 85 koni zostało tylko 33), ale stała się sygnałem do rozpoczęcia walki przez oddziały 1 Dywizji Piechoty Legionów.
W ślad za ułanami rozpoczęły natarcie bataliony 6 Pułku Piechoty Legionów, które opanowawszy Zawodę, ruszyły w kierunku centrum miasteczka, a następnie do walki włączyły się pozostałe siły 1. Dywizji Piechoty Legionów rozpoczęły już walkę o Kałuszyn.
W wyniku ciągłych walk ponosił poważne straty. 24 września walczył o przejście do Suchowoli. Olbrzymie straty były przyczyną rozwiązania Mazowieckiej BK. resztki płku walczyły do 27 września pod rozkazami napotkanego przypadkowo gen. W. Piekarskiego, dowódcy Grupy Operacyjnej złożonej z pozostałości 33 i 41 Dywizji Piechoty.
W 1939 roku w pułku poległo 4 oficerów i 26 szeregowych, rannych było 5 oficerów i około 40 szeregowych, przyznano 2 Krzyże Virtuti Militari i 24 Krzyże Walecznych.
Obsada personalna we wrześniu 1939
- dowódca pułku – ppłk kaw. Władysław Mączewski
- zastępca dowódcy pułku – mjr kaw. Bohdan Konstanty Wieczorkiewicz
- kwatermistrz – mjr kaw. Lucjan Szymański
- adiutant – rtm. Adam Rzeszotarski
- oficer ordynansowy – ppor. kaw. rez. inż. Jan Borzymowski †1940 Katyń[26][27]
- oficer informacyjny – por. kaw. Jan Edward Rieger
- oficer broni i przeciwgazowy – rtm. Józef Adamczyk †1940 Charków[28]
- dowódca szwadronu gospodarczego – mjr kontr. Konstanty Smowski
- zastępca dowódcy szwadronu – chor. Stanisław Jaworski †30 VII 1944 Pomiechówek
- wachmistrz szef – st. wachm. Jan Hauser
- oficer żywnościowy – chor. Stanisław Kostkiewicz
- płatnik – kpt. int. Stanisław II Chmura
- dowódca plutonu przeciwpancernego - por. Zdzisław Brożek
- dowódca plutonu kolarzy - ppor. Stefan Piórkowski
  - zastępca dowódcy plutonu - ppor. Witold Górecki
- dowódca plutonu łączności - por. Kazimierz Kappel
- dowódca 1 szwadronu - rtm. rtm. Andrzej Szwarcenberg-Czerny
  - dowódca I plutonu - ppor. rez. Michał Bojanowski
  - dowódca II plutonu - ppor. Jerzy Dłutek
  - dowódca III plutonu - ppor. rez. Tadeusz Archutowski
- dowódca 2 szwadronu - por. Adam Szulczewski
  - dowódca I plutonu - por. rez. Andrzej Fankowski
  - dowódca II plutonu - ppor. rez. Jan Zieliński
  - dowódca III plutonu - ppor. Stanisław Włóczewski
- dowódca 3 szwadronu - por. Józef Kwiatkowski
  - dowódca I plutonu - por. Kazimierz Sawicki
  - dowódca II plutonu - por. rez. Zygmunt Kwapiszewski
  - dowódca III plutonu - ppor. rez. Władysław Babrawski vel Bobrowski
- dowódca 4 szwadronu – rtm. Franciszek Wrzosek
  - dowódca I plutonu – ppor. kaw. Władysław Kossakowski
  - dowódca II plutonu – ppor. kaw. rez. Jan Kulikowski †1940 Katyń[29]
  - dowódca III plutonu – por. kaw. rez. mgr Andrzej Żyliński
- dowódca szwadron ckm - rtm. Szczęsny Krummel Szach Bej
  - dowódca I plutonu - ppor. Mikołaj Kisiel-Kiślański
  - dowódca II plutonu - ppor. rez. Stanisław Łebkowski
  - dowódca III plutonu - chor. Aleksander Mazgajski

W Armii Krajowej odtworzono dwa szwadrony piesze 11 Pułku Ułanów Legionowych w Obwodzie Siedlce – Węgrów i jeden w Warszawie. Ten ostatni brał udział w powstaniu warszawskim.

## Symbole wojskowe

### Sztandar
Pułk otrzymał sztandar 5 października 1919 roku w dowód szczególnych zasług i trudów wykazanych w czasie obrony Wilna. Po jednej stronie sztandaru wyszyta jest Matka Boska Ostrobramska, a, z drugiej strony znajduje się Orzeł Biały i Pogoń Litewska ze słowami: „Obrońcom swoim wdzięczne Wilno”. Na zebraniu korpusu oficerskiego 23 marca 1922 roku postanowiono na szarfach sztandaru wyszyć nazwy następujących miejscowości: Kowalewszczyzna, Nowe Kruki, Peresławka, Szczelno, Tyszki, Perebrodzie, Równe, Mikołajów, Ruzdwiany, Jampol, Nowa Sieniawka. Sztandar znajduje się w zasobach Muzeum Wojska Polskiego w Warszawie.

### Odznaka pamiątkowa
18 maja 1929 minister spraw wojskowych rozkazem G.M. 5999-I zatwierdził wzór i regulamin odznaki pamiątkowej 11 puł. Odznaka ma kształt srebrnego, oksydowanego krzyża. Na ramionach umieszczono cztery emaliowane proporczyki w barwach pułku – amarantowe z białym paskiem oraz wpisano daty: „1809”, „1914”, „1918” i „1919”. Środek odznaki wypełnia miniatura odznaki I Brygady Legionów Polskich „Za Wierną Służbę”. Odznaka jednoczęściowa – wykonana w srebrze, emaliowana, jednolita dla oficerów i szeregowych.

### Barwy

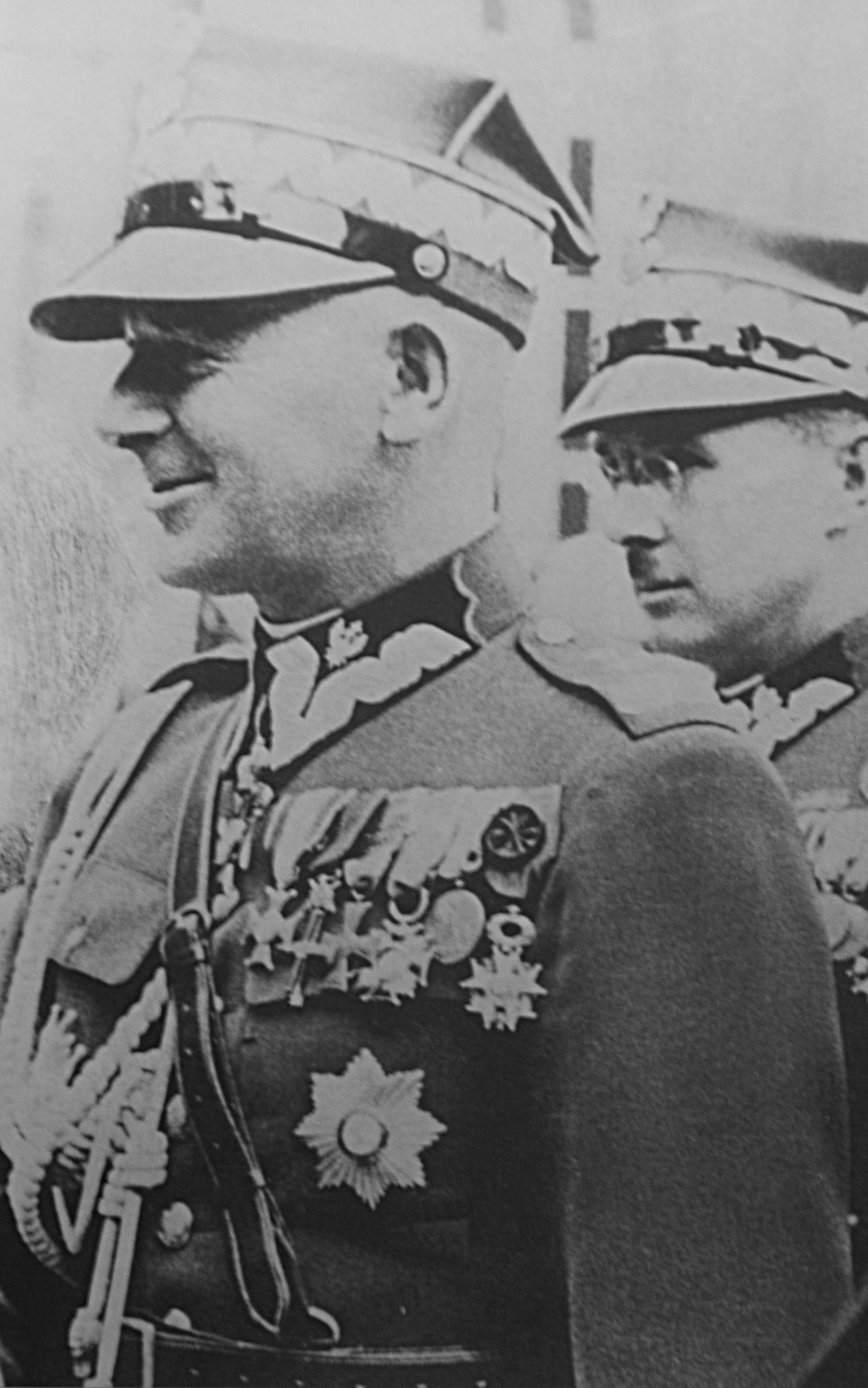
Edward Rydz-Śmigły, patron pułku

| Proporczyk | Opis                                                   |
| ---------- | ------------------------------------------------------ |
|            | Proporczyk amarantowy z paskiem białym pośrodku        |
|            | proporczyk dowództwa w 1939                            |
|            | proporczyk 1 szwadronu w 1939                          |
|            | proporczyk 2 szwadronu w 1939                          |
|            | proporczyk 3 szwadronu w 1939                          |
|            | proporczyk 4 szwadronu w 1939                          |
|            | proporczyk 5 szwadronu ckm w 1939                      |
|            | proporczyk plutonu łączności w 1939                    |
| Inne       | Opis                                                   |
|            | Na czapce rogatywce – otok biały                       |
|            | Szasery ciemnogranatowe, lampasy białe, wypustka biała |
|            | „Łapka” (do 1921) – karmazynowa                        |

### Inicjały na naramiennikach
28 maja 1937 minister spraw wojskowych zarządził noszenie przez żołnierzy pułku na naramiennikach kurtek i płaszczy – zamiast dotychczasowej numeracji – inicjałów „Ś.R.” z buławą marszałkowską. Inicjały i buława dla oficerów i chorążych haftowane nićmi metalowymi oksydowanymi na stare srebro, a dla podoficerów poniżej chorążego i ułanów wykonane z białego matowanego metalu. Podoficerowie zawodowi mogli do ubioru poza służbowego nosić inicjały haftowane.

### Żurawiejki
| Pół cywilny, pół wojskowy Jedenasty Legionowy.                             |
| Po każdej zwrotce: Lance do boju, szable w dłoń, bolszewika goń, goń, goń! |

## Żołnierze pułku

### Dowódcy i zastępcy dowódcy pułku
| Stopień, imię i nazwisko          | Okres pełnienia służby     | Kolejne stanowisko      |
| Dowódcy pułku                     | Dowódcy pułku              | Dowódcy pułku           |
| --------------------------------- | -------------------------- | ----------------------- |
| mjr Mariusz Zaruski               | 1919–1920                  |                         |
| rtm. Edward Kleszczyński          | 1920                       |                         |
| mjr Antoni Jabłoński              | 1920                       |                         |
| rtm. Edward Kleszczyński          | 1920–1921                  |                         |
| mjr Ludwik Kmicic-Skrzyński       | X 1921–X 1924              |                         |
| płk SG Sergiusz Zahorski          | XI 1924 – 15 X 1925        | dowódca I BK            |
| płk SG Marian Mochnacki           | 15 X 1925 – 17 XI 1926     | dowódca XIII BK         |
| płk kaw. Stanisław Nowakowski     | p.o. 1 XI 1926 – 1 II 1927 |                         |
| ppłk kaw. Tomasz Dobrzański       | p.o. II 1927 – 1928        |                         |
| ppłk kaw. Konstanty Abłamowicz    | I 1928 – XI 1929           |                         |
| ppłk kaw. Piotr Głogowski         | 1 XII 1929 – III 1932      | zastępca kg SG          |
| płk kaw. Stanisław Klepacz        | 23 III 1932 – 31 VIII 1938 | stan spoczynku          |
| ppłk kaw. Władysław Mączewski     | 1938–1939                  |                         |
| Zastępcy dowódcy pułku            |                            |                         |
| rtm. Wilhelm Horsetzky            | od 28 II 1920              |                         |
| mjr kaw. Jan Kanty Olszewski      | 1923                       | zastępca dowódcy 8 puł  |
| mjr kaw. Piotr Głogowski          | 1924                       |                         |
| płk kaw. Stanisław Nowakowski     | 28 X 1925 – 1 II 1927      |                         |
| mjr kaw. Julian Filipowicz        | 23 V 1927 – 2 XI 1928      | słuchacz WSWoj.         |
| mjr kaw. Józef Marian Ossowski    | 2 XI 1928 - 3 VIII 1931    | zastępca dowódcy 18 puł |
| ppłk kaw. Ludomir Wysocki         | 3 VIII 1931 – 1935         | zastępca dowódcy 26 puł |
| ppłk kaw. Zygmunt Moszczeński     | do 1939                    | dowódca dppanc. 10 BK   |
| mjr kaw. Bohdan Wieczorkiewicz    | 1939                       |                         |
| mjr rez. kaw. Edward Kleszczyński | dubler od 1 IX 1939        |                         |

Żołnierze 11 pułku ułanów zamordowani 30 lipca 1944 w więzieniu karno-śledczym Gestapo w Forcie III w Pomiechówku
1. plut. Jan Antoni Bedyński ur. 9 czerwca 1901 w Pawłowie, w rodzinie Franciszka,
2. plut. Bolesław Borowiecki vel vel Borowiezki ur. 27 lipca 1906 w Schönwalde, służył w plutonie trębaczy,
3. chor. Walenty Charszla vel Charzla ps. „Rafa” ur. 29 stycznia 1899 w Koprzywnicy, w rodzinie Jana, odznaczony Medalem Niepodległości, członek PONS i NSZ, dowódca kompanii na miasto Ciechanów,
4. st. wachm. Franciszek Deras ur. 11 czerwca 1895 w Samborku, w rodzinie Jana i Krystyny, odznaczony Krzyżem Niepodległości,
5. chor. Stanisław Jaworski,
6. st. wachm. Wacław Komorowski ur. 20 września 1901 w Wiśniewie, szef 3 szwadronu,
7. Czesław Popielnicki ur. 1 lipca 1907 w Krasnobrodzie, służył w plutonie trębaczy,
8. Edmund Przybyszewski ur. 2 lutego 1905 w Rachocinie,
9. ppor. NSZ Stanisław Raubo vel Raube ps. „Orzeł” ur. 11 grudnia 1911 we wsi Rauby,
10. Tadeusz Rykowski ur. 28 lutego 1914 w Ciechanowie.

### Żołnierze 11 pułku ułanów - ofiary zbrodni katyńskiej
Biogramy ofiar zbrodni katyńskiej znajdują się między innymi w bazach udostępnionych przez Ministerstwo Kultury i Dziedzictwa Narodowego oraz Muzeum Katyńskie.
| Nazwisko i imię | stopień              | zawód             | miejsce pracy przed mobilizacją     | zamordowany |
| --------------- | -------------------- | ----------------- | ----------------------------------- | ----------- |
| Adamczyk Józef  | rotmistrz            | żołnierz zawodowy |                                     | Charków     |
| Borzymowski Jan | podporucznik rezerwy | inżynier rolnik   | ziemianin                           | Katyń       |
| Kobyliński Jan  | podporucznik rezerwy |                   | kier. fabryki czekolady w Warszawie | Katyń       |